# Farès Bahlouli
Farès Bahlouli (Lyon, Francia, 8 de abril de 1995) es un futbolista francés que juega como centrocampista.

## Clubes
| Club                       | País    | Año       |
| -------------------------- | ------- | --------- |
| Olympique de Lyon          | Francia | 2013-2015 |
| A. S. Monaco F. C.         | Francia | 2015-2017 |
| Standard de Lieja (cedido) | Bélgica | 2016      |
| Lille O. S. C.             | Francia | 2017-2019 |
| A. S. Lyon Duchère         | Francia | 2020      |
| F. C. Metalist Járkov      | Ucrania | 2021-2022 |
| S. C. Dnipro-1             | Ucrania | 2022-2023 |